# Хельмрих, Эберхард
Эберхард Хельмрих (нем. Eberhard Helmrich; 24 августа 1899 — 1 января 1969) — немецкий офицер, Праведник народов мира.
Во время Великой Отечественной войны Хельмрих (майор Вермахта и член НСДАП с 1932 года) был ответственным за продовольствие, а впоследствии был назначен финансовым директором при оккупационной власти. Используя свое положение он и его жена Доната спасали евреев в Дрогобыче и Стрые от убийства нацистами и украинскими коллаборационистами.

## Память
В 1965 году израильский институт катастрофы и героизма национального мемориала Катастрофы (Холокоста) и Героизма Яд ва-Шем признал его Праведником народов мира. В 1989 году и жена Эберхарда Доната тоже была признана праведником мира.
22 июня 2017 года в Дрогобыче на фасаде дома по ул. Ивана Франко, 9 где жил Хельмрих во время войны была установлена мемориальная доска памяти Эберхарда Хельмриха.
8 августа 2017 года представитель «Блока Петра Порошенко» Михаил Задорожный предложил демонтировать мемориальную доску Праведника мира. На вопрос, известно ли ему, что во времена немецкой оккупации Гельмрих спасал жизни евреев в Дрогобыче тот ответил, что его это мало интересует. «Пусть такую доску ему установят на доме в Германии или в Тель-Авиве», — заявил Михаил Задорожный. В ответ городской голова Дрогобыча Тарас Кучма резко отреагировал отметив: 

Делать такие заявления — низко и подло. Это действительно был немецкий военный, но он, рискуя собственной жизнью, спасал жизни других людей. На открытии мемориальной доски я с гордостью говорил об этом. Это человеческий подвиг, не понимать этого — проявление рагулизма. Бывают люди, а бывают людишки. Если какой-то политик хочет делать на этом пиар, его самого надо распиарить на всю Украину
 Городской голова также предположил, что местных политиков раздражает то, что на мемориальной доске сначала надпись на английском и польском, а потом на украинском и иврите. Порядок был таков из-за того, что деньги на мемориальную доски дали не украинские власти, а израильская неправительственная организация «Дрогобыч-Борислав», а спонсором изготовления выступил Георг Гузман, представитель немецкого «Фонда примирения и искупления».